# Panteó de la Família Masllorenç
El Panteó de la Família Masllorenç és una obra d'Olot (Garrotxa).

## Descripció
És una tomba realitzada per Celestí Devesa. Hi ha dues figures de pedra calcària, representant a dues noies joves plorant que emmarquen el conjunt. A la part central destaquen els busts del matrimoni. El conjunt és tancat per baranes de ferro decorades amb roses i llaços. El punt d'unió d'aquestes amb la tomba és ornamentat amb grans fullatges estilitzats que es repeteixen a la part superior, al costat de la creu.

## Història
S'ignora la data concreta en que Celestí Devesa va projectar i fer la timba de la família Masllorenç. Per l'estil general del conjunt i per la resta d'obres que l'autor té al mateix cementiri, podem situar-la dins els deu primers anys del segle xx.